# 黃志惠
黃志惠（1965年7月11日—1984年8月22日），臺灣新北市樹林區人，衝入火場救人而殉身，在母校新北市樹林區文林國民小學立有銅像。

## 殉身

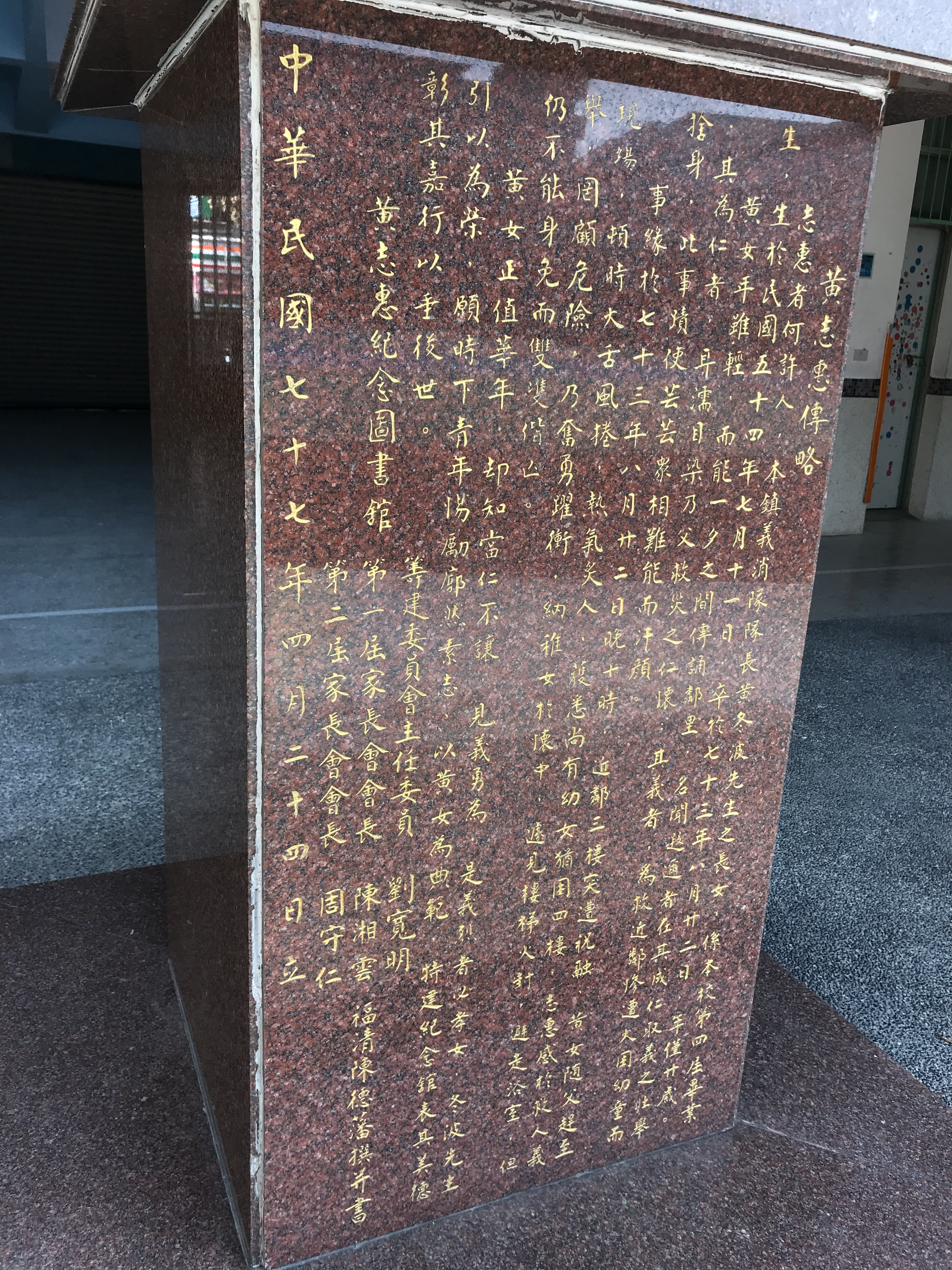
黃志惠傳略

黃志惠父親黃冬波經營汽車電機行，在1965年就加入台北縣義勇消防總隊；母親黃林雪枝則以家為義消連絡中心。
1984年8月22日晚上9點許，原先待在家裡的黃志惠外出找父母，意外發現附近的保順醫院冒出濃煙，便衝進去救人。這時，院內有一名五歲女童薛雅文因之前被開水燙傷，行動不便，未及時逃出。黃志惠先引導出受困起火場三樓的老婦、其女兒及傭人共五人，再返回火場去四樓救該女童。但火勢已大，封死了所有出路，黃志惠只好帶著小女孩往浴室跑。
這時候，黃冬波來火場外準備救火，卻因附近的兩個消防栓都無水，只好無奈等待，一點不知道自己的女兒在火場中。火勢因無水灌救困難，延至晚上11時30分左右才獲控制。火勢撲滅後，黃冬波發現女兒抱著小女孩蜷縮在地上，已然死亡。

## 紀念
地方人士同情黃志惠，紛紛解囊捐款新台幣百餘萬元；但黃冬波把全部捐款再度捐出，自己再拿出新台幣三百萬元在愛女母校文林國小內蓋了黃志惠紀念圖書館。台北縣政府消防局救災救護第五大隊大隊長柯光亮回憶，因黃志惠救災付出生命，加上前台北縣義勇消防總隊樹林分隊分隊長黃冬波的感召，樹林仕紳、地區團體紛紛捐助消防器材，讓樹林市民得以安居。1986年，在縣議員黃阿春協助下，配給樹林三部載水量達十二公噸的水庫車，以解決當地少水滅火問題。
1990年官成瓦斯爆炸案，黃冬波趕來搭救時，心中還向女兒祈禱要她要保佑爸爸。黃冬波兒子黃志平，也於1992年加入義消行列，和父親出現在各種災害現場。
1992年6月25日，文林國小畢業典禮，黃志惠紀念獎學金首度頒發，應屆學生有三十人獲得。
1998年4月14日，華視節目《九點綜藝情》特地為黃志惠的救人作了專訪，由黃冬波與妻子上節目講述。次年，黃冬波因吸入性嗆傷後遺症去世。
至2007年報導時，黃志惠教育基金會已獎助千餘位文林國小學童，並擴及文林國小畢業就讀國中校友。